# Rheumaptera valentula
Rheumaptera valentula là một loài bướm đêm trong họ Geometridae.